# Трагедія смішної людини
«Трагедія смішної людини» (італ. La tragedia di un uomo ridicolo) — італійський комедійний фільм режисера Бернардо Бертолуччі 1981 року.

## Сюжет
Терористами викрадений син власника сирної фабрики, і за нього вимагають великий викуп. Його батько не може зважитися, чи продавати йому фабрику, щоб заплатити викуп.

## У ролях
| Актор             | Роль             |
| ----------------- | ---------------- |
| Уго Тоньяцці      | Прімо Спаджарі   |
| Анук Еме          | Барбара Спаджарі |
| Лаура Моранте     | Лаура            |
| Віктор Кавальо    | Адельфо          |
| Олімпія Карлізі   | Ромола           |
| Ренато Сальваторі | полковник Маккі  |